# Stig Helveg
Stig Helveg (født ca. 1974 Hørsholm) er en dansk fysiker og professor i fysik på Danmarks Tekniske Universitet. Han har haft en lang karriere hos Haldor Topsøe, og har særligt forsket i heterogen katalyse og han har udviklet højopløselig elektronmikroskopi så man kan se katalytiske reaktioner ned i atomstørrelse.
Han læste fysik på Aarhus universitet, hvor han blev færdig i 1998, og han skrev efterfølgende ph.d. samme sted som blev forsvaret i 2000. Herefter blev han ansat som postdoc på Haldor Topsøe, der blev delvist finansieret af Statens Teknisk-Videnskabelige Forskningsråd. I 2003 blev han ansat som forsker på på Topsøe, og blev i 2012 forfremmet til seniorforsker. I 2017 blev han udnævnt som Fellow, der er firmaets fornemmeste forskerstilling.
I 2017 blev han adjungeret professor på Niels Bohr Institutet på Københavns Universitet.
I 2020 blev han ansat som professor på DTU Fysik, og leder af det nye VISION – Center for Visualizing Catalytic Processes, som blev oprettet med en bevilling på 85,8 mio. kr. fra Danmarks Grundforskningsfond.
Han har udgivet over 100 videnskabelige artikler, heriblandt flere i de meget anerkendte videnskabelige tidsskrifter Science, Nature, JACS og Angewandte Chemie. Han er desuden reviewer i disse tidsskrifter.

## Hæder
- 2012: Berzelius Prize uddelt af Swedish Catalysis Society[2]
- 2018: EliteForsk-prisen uddelt af Undervisningsministeriet[6]
- 2019: Innovation in Materials Characterization Award uddelt af Materials Research Society[2]